# Athemistus aborigine
Athemistus aborigine är en skalbaggsart som beskrevs av Carter 1926. Athemistus aborigine ingår i släktet Athemistus och familjen långhorningar. Inga underarter finns listade.